# Hugo Schuckmann
Hugo Schuckmann (* 1611 in Osnabrück; † 10. Februar 1679 in Lübeck) war ein deutscher Kaufmann und Ratsherr der Hansestadt Lübeck.

## Leben
Der 1641 aus Osnabrück zugewanderte Hugo Schuckmann war Kaufmann in Lübeck und im Russlandhandel aktiv. Als Mitglied und Ältermann der Korporation der Lübecker Nowgorodfahrer erhielt er vom Lübecker Rat 1652 den Auftrag zu einer Gesandtschaftsreise zu Zar Alexei I. von Russland. Ziel war die Sicherung der Lübecker Handelsinteressen, die gerade in Russland immer wieder in Frage gestellt wurden. Schuckmann erreichte bei Zar Alexei I. die Bestätigung eines bereits 1636 von Zar Michael I. den Lübecker Kaufleuten ausgestellten Schutzbriefes, aber keine darüber hinausgehenden Privilegierungen im Handel. 1669 wurde er in den Lübecker Rat gewählt. Zusammen mit dem Ratsherrn Johann Siricius vertrat er die Stadt 1670 als Gesandter in Dänemark. Fehling benennt ihn in der Ratslinie auch als Mitglied der Lübecker Schonenfahrer. Schuckmann wurde in der Lübecker Marienkirche bestattet, die Wappengrabplatte ist nicht mehr nachweisbar.